# Benteler (Unternehmen)
Die Benteler International AG (Eigenschreibweise: BENTELER) ist eine in deutschem Familienbesitz befindliche Holding, deren Unternehmen weltweit in den Bereichen Automobiltechnik, Stahl- und Rohrproduktion und Maschinenbau tätig sind. Hauptsitz der Benteler International AG ist seit 2010 Salzburg (Österreich). Eigentümer ist die Familie Benteler.
Die Benteler Gruppe ist in den Divisionen Benteler Automotive Components, Benteler Automotive Modules, Benteler Steel/Tube und HOLON organisiert. Die Managementholding Benteler International AG mit Sitz in Salzburg steuert die strategische Ausrichtung der Gruppe. Neben der Benteler International AG übt die Benteler Business Services GmbH (bis 2016 Benteler Deutschland GmbH) mit Sitz in Paderborn zusätzliche Holdingfunktionen aus. Die Benteler Gruppe beschäftigt Mitarbeiter an rund 90 Standorten in 24 Ländern.

## Geschichte

### Gründung, erste Rohrfertigung, Erweiterung der Produktion
Carl Benteler eröffnete 1876 einen Eisenwarenhandel in Bielefeld, der 1908 von seinem Sohn Eduard Benteler übernommen wurde. Dieser kaufte 1916 eine Maschinenfabrik, in der 1918 erstmals gezogene Rohre produziert wurden. 1922 gründete Eduard Benteler die Benteler-Werke Aktiengesellschaft (Benteler-Werke AG), die 1923 die Produktion von nahtlosen und geschweißten Rohren in Paderborn und Schloß Neuhaus aufnahm. 1935 kam der erste Großauftrag für die Automobilindustrie: Benteler produzierte Abgasrohre für den Ford Eifel. Während des Zweiten Weltkriegs wurden im Bielefelder Benteler-Werk Flakgeschütze (u. a. die Flugabwehrkanonen 2-cm-Flak 38 und 2-cm-Flak-Vierling 38) und Schürfraupen gebaut, bis das Werk 1944 bei einem Luftangriff zerstört wurde. Die von Benteler hergestellten 30 Schürfraupen vom Typ SR43 wurden 1943 von Menck & Hambrock entwickelt (daher auch die Bezeichnung Benteler-Menck-Schürfraupe).
Nach dem Zweiten Weltkrieg bauten Bentelers Söhne Erich und Helmut die Betriebe wieder auf und erweiterten die Produktpalette erheblich. Benteler war nun Zulieferer der Fahrrad- und Automobilindustrie, es wurden nahtlose und warmgewalzte Rohre sowie Textilveredelungs-, Kunststoff- und Glasbearbeitungsmaschinen produziert. In den Gebäuden des ehemaligen Militärflughafens Paderborn-Mönkeloh produzierte Benteler in Zusammenarbeit mit dem Rennfahrer und Konstrukteur Hermann Holbein von 1950 bis 1952 etwa 2000 Exemplare des Kleinwagens „Champion“. Danach wurden in Mönkeloh für kurze Zeit Kühlschränke der Marke Delta hergestellt.
Das Benteler-Logo – ein auf die Spitze gestelltes Dreieck, das sich aus drei kleineren Dreiecken zusammensetzt – ist seit 1949 in Verwendung. Die drei kleinen Dreiecke standen für Eduard Bentelers Kinder Ilse, Erich und Helmut, in deren Besitz das Unternehmen nach dem Tod des Vaters zu gleichen Teilen übergegangen war. Das umschließende große Dreieck sollte das Weiterbestehen des Unternehmens als Ganzes symbolisieren. Der Ingenieur Peter Adams war in den 1980er Jahren Vorstandsvorsitzender der Benteler-Werke AG.

### Konsolidierung und Entwicklung der Hauptgeschäftsbereiche

#### Steel/Tube
1955 wurde im neu erbauten Stahlwerk Paderborn-Schloß Neuhaus der erste Stahl abgegossen, und 1958 ging hier die weltweit erste kontinuierlich arbeitende Strangguss-Anlage in Betrieb. 1974 nahm das in Lingen (Ems) errichtete Elektrostahlwerk den Betrieb auf, das auch heute noch Stahl für die unternehmenseigenen Warmrohrwerke in Dinslaken und Paderborn sowie für externe Kunden fertigt.
2007 übernahm Benteler die Schweizer Rothrist Rohr AG, die geschweißte Präzisionsrohre – hauptsächlich für die Automobilindustrie – fertigt. Damit gingen die Stahlrohr-Werke in Rothrist und Bottrop in den Besitz der Gruppe über. 2011 kam es zu einem Großbrand im Warmrohrwerk der Benteler Steel Tube GmbH in Dinslaken; die Produktion musste für mehrere Monate stillgelegt werden. 2015 eröffnete Benteler Steel/Tube ein Warmrohrwerk in Shreveport, Louisiana.

#### Automotive
1977 wurden am 1956 gegründeten Benteler-Standort Paderborn-Talle erstmals PKW-Achsen gefertigt. 1985 wurde hier eine Transferstraße für die erste große Auftragsfertigung von Hinterachsträgern aufgebaut.
1979 begann die weltweite Expansion mit der Eröffnung des ersten Werkes in den USA. Ab 1991 spezialisierte sich Benteler zusätzlich auf die Just-in-time-Produktion und -Lieferung einbaufertiger Komponenten für Automobilhersteller. Der Bereich Automobiltechnik war nun bereits größer als der Stahlrohrbereich. Von nun an nahmen nahezu jährlich neue Benteler-Werke den Betrieb auf. Um ansässige Automobilhersteller effizient beliefern zu können, wurden Fertigungsstandorte in Nordamerika (ab 1979, 9 Werke bis 2018), Südamerika (ab 1996, 6 Werke), Südeuropa (ab 1990, 15 Werke), Mittel- und Osteuropa (ab 1995, 10 Werke), Nordeuropa (ab 2009, 3 Werke) und Asien (ab 2000, 15 Werke) errichtet bzw. übernommen. Mit dem Werk in Chongqing wurde 2018 eine weitere Produktionsstätte in China eröffnet, die im Rahmen eines Joint Ventures mit dem chinesischen Unternehmen Changan Automobile Group entstand. 2018 eröffnete Benteler außerdem ein neues Werk im tschechischen Klášterec nad Ohří (Klösterle an der Eger). 2019 wurde ein neues Werk in Mos, Spanien eröffnet.
2008 gründete Benteler gemeinsam mit der Wiesbadener SGL Group das auf Leichtbau mit Carbon-Werkstoffen spezialisierte Joint Venture Benteler SGL, um die Fokussierung auf Stahl durch Leichtbau-Kompetenzen zu ergänzen. Anfang 2009 übernahm das Gemeinschaftsunternehmen zusätzlich die Fischer Composite Technology GmbH in Ried im Innkreis, Österreich. Im November 2017 vereinbarten Benteler und die SGL-Group den Verkauf von Bentelers 50-prozentiger Joint-Venture-Beteiligung an die SGL-Group noch im selben Jahr. Ebenfalls 2009 erwarb Benteler die Sparte Automotive Structures vom norwegischen Konzern Norsk Hydro, einem internationalen Aluminiumproduzenten mit Sitz in Oslo.

#### Distribution
1957 entstand in Berlin das erste Röhren- und Stahllager, das zum Geschäftsbereich Benteler Distribution gehörte. Über die Jahre gründete beziehungsweise übernahm Benteler über 50 Vertriebsniederlassungen und weitere Lagerstandorte in Europa, Asien und Australien.
Im April 2014 erfolgte der Spatenstich für das neue Zentrallager im Duisburger Hafen. 2015 fertiggestellt, verfügt der Standort mit Europas größter Hochregalanlage über 35.000 Quadratmeter Lagerfläche für 27.000 Tonnen Rohre. Zu Benteler Distribution gehörten, vor dem Verkauf der Unternehmenssparte im Jahr 2019, 24 Ländergesellschaften in Europa und Asien sowie weitere verbundene Vertriebsunternehmen in Deutschland, der Schweiz, Nord- und Osteuropa.
Am 27. August 2019 gab die Benteler Gruppe den Verkauf der Division Benteler Distribution (Stahlhandelssparte) an die Van Leeuwen Pipe and Tube Group bekannt. Hintergrund ist eine stärkere Ausrichtung des Unternehmens auf die Automobilsparte. Der Verkauf wurde nach Genehmigung durch die Wettbewerbsbehörden am 29. November 2019 abgeschlossen. Die Division Distribution ist nun Teil der Van Leeuwen Pipe and Tube Group.

### Umstrukturierungen
1999 wurde Benteler in eine Holding mit den zunächst vier selbständig operierenden Geschäftsbereichen Automobiltechnik, Stahl/Rohr, Maschinenbau (2005 in den Bereich Automobiltechnik integriert) und Handel umgebaut.
2010 übernahm die neu gegründete Benteler International AG mit Sitz in Salzburg die strategischen Führungsfunktionen des Konzerns. Das operative Geschäft mit den beiden Divisionen Automotive (Automobiltechnik) und Steel/Tube (Stahl/Rohr) ist seitdem in der Benteler Business Service GmbH (bis 2016 Benteler Deutschland GmbH) mit Sitz in Paderborn organisiert.
Im April 2017 wechselte der langjährige Vorstandsvorsitzende Hubertus Benteler in den Aufsichtsrat. Die Führung übernahm Ralf Göttel, bis dahin Chef der Division Automotive. Damit steht erstmals in der 140-jährigen Unternehmensgeschichte kein Familienmitglied an der Spitze von Benteler.
Im November 2019 wurde der Handel (Benteler Distribution) verkauft an Van Leeuwen Pipe and Tube Group.
1976, hundert Jahre nach der Firmengründung, beschäftigte Benteler 9.000 Mitarbeiter und erwirtschaftete erstmals mehr als eine Milliarde DM Umsatz. 1995 setzte das Unternehmen erstmals mehr als drei Milliarden DM um. 2001 beschäftigte der Konzern 17.000 Mitarbeiter weltweit.
Nach einer Erhebung des Branchenblatts „Die deutsche Wirtschaft“ belegte Benteler 2017 nach Umsatz Platz 27 unter den größten Familienunternehmen Deutschlands. 2025 beschäftigt der Konzern mehr als 20.000 Mitarbeiter.
Mitte 2024 hat das Unternehmen den Produktionsstandort Rothrist in der Schweiz geschlossen.

## Geschäftstätigkeit

### Unternehmensstruktur
Führungsholding der Benteler Gruppe ist die Benteler International AG mit Sitz in Salzburg (Österreich). Der Geschäftsbericht 2024 weist 89 Tochtergesellschaften und verbundene Unternehmen aus.
Der Geschäftsbereich Automotive umfasst 2024 insgesamt 62 Gesellschaften. Neben den Automotive-Ländergesellschaften befinden sich darunter Gesellschaften, die zu den Geschäftsbereichen Aluminium Systems, JIT (Just-in-Time-Fertigung), Lightweight Protection und Maschinenbau gehören, Joint Ventures mit chinesischen Unternehmen: Benteler JianAn Automotive (seit 2015), Shanghai Benteler Huizhong (seit 2002) sowie das Joint Venture mit der deutschen SGL-Group, dessen Ende (durch Verkauf von Bentelers Anteilen) von den Partnern im November 2017 angekündigt wurde. Zur Division Steel/Tube gehören 2024 acht Gesellschaften.
Der Geschäftsbereich Automotive, organisiert in den Divisionen BENTELER Automotive Components und BENTELER Automotive Modules, entwickelt und produziert Komponenten und Module in den Bereichen Karosserie, Fahrwerk, Motor- und Abgassysteme sowie Lösungen für Elektrofahrzeuge.
Dazu gehören die Bereiche
- Chassis & Modules: Leichtbauoptimierte Fahrwerkskomponenten, Entwicklung und Montage von komplexen Modulen (z. B. Achs-Module oder Frontend-Module)
- Structures: Leichtbaulösungen für die Fahrzeugstruktur in Stahl und Aluminium, die die Sicherheit im Fahrzeug erhöhen
- Engine & Exhaust Systems: Einzelkomponenten und Systeme für den Antriebsstrang (Motoren und Abgassysteme) zur Emissions- und CO2-Reduzierung
- Electro-Mobility: Leichtbauoptimierte Systeme für den Einsatz in Elektrofahrzeugen (skalierbare Batteriebaukasten, elektrifizierte Front- und Hinterachsen, Batteriespeichersysteme mit Thermomanagement)
- Mechanical Engineering: Glasmaschinenbau; Maschinen, Anlagen und Werkzeuge für die Automobilindustrie
- Lightweight Protection: Gewichtsoptimierte Produkte für den Fahrzeugschutz

Benteler Steel/Tube beschäftigt rund 3000 Mitarbeiter in Europa und den USA. Die Division verfügt über fünf Produktionsstandorte und mehrere Vertriebsniederlassungen und erwirtschaftete dabei 2024 einen Umsatz von 1,2 Mrd. Euro.
Der Geschäftsbereich Benteler Steel/Tube entwickelt und produziert Stahl sowie normierte und maßgefertigte nahtlose und geschweißte Stahlrohre für vielfältige Anwendungen, zum Beispiel in der chemischen und petrochemischen Industrie, im Fahrzeug- und Maschinenbau sowie in der Energiewirtschaft. Weiterhin werden sogenannte Anarbeitungen durchgeführt: beispielsweise Oberflächenbeschichtungen, das Biegen von U-Rohren oder Rohrschlangen, das Zurechtschneiden auf gewünschte Längen oder die Bearbeitung der Rohrenden.
Zu Benteler Steel/Tube gehören die Bereiche
- Energy: Rohre für die Förderung von Erdöl und Erdgas (Bohrgestänge – Drill Pipe, Rohrtour – Casing, Tubing, Träger für Hohlladungen – Hollow Carrier – für Perforationssysteme), für Pipelines sowie für den Wärmetransfer in Energieerzeugungsanlagen und in der chemischen Industrie (Kesselrohre, Wärmetauscherrohre, Multi-Lead Rifled Tubes – innen gerippte Rohre für den Einsatz in Hochdruck-Kesselanlagen und Kraftwerken mit fossilen Brennstoffen, individuell gebogene Rohrschlangen).
- Automotive: Maßgefertigte Stahlrohrlösungen für den Fahrzeugbau (u. a. Motorantriebswellen, Leitungen und Einspritzrohre, Nockenwellen, Strukturteile für Fahrwerke, Gurtstraffer, Hülsen für Airbag-Generatoren und Haubenaufsteller, Präzisionsrohre für Lenkung und Gasfedern).
- Industry: mit den Unterbereichen Konstruktion (Stahlrohre für den Maschinen- und Anlagenbau, für die Bau- und Zerspanungsindustrie, für Windkraftanlagen)

Die Geschäftseinheit Glass Processing Equipment erwirtschaftete 2019 einen Umsatz von rund 55 Millionen Euro.entwickelt und Gebaut werden Glasbearbeitungsmaschinen und -anlagen für Flachglas, die in der Bau-, Automobil-, Solar- und Displayglasindustrie eingesetzt werden. Für die Bereiche Architekturglas, Automobilglas und Technisches Glas werden Schleifmaschinen, Bohrmaschinen, Waschmaschinen und Siebdruckmaschinen angeboten, weiterhin verkettete Bearbeitungslinien (Kombinationen von Maschinen), CNC-gesteuerte Bearbeitungszentren, Anlagen zur Fertigung von Verbundglas, Anlagen zur Montage von Solarmodulen, Spiegelbelegelinien, Produktionslinien für Automobilglas (Windschutz-, Seiten- und Heckscheiben) sowie Handlingsysteme für die automatisierte Beladung der Anlagen und Fertigungslinien (Roboter, Portalstapler, spezialisierte Systeme für Automobilglas).

### Standorte
Benteler ist in 24 Ländern in Afrika, Asien, Europa, Nord- und Südamerika an rund 90 Standorten vertreten. In Deutschland betreibt Benteler Niederlassungen (Werke, Verkaufs- und Ingenieurbüros, Lager, Verwaltungsstandorte) in 12 Städten. Benteler-Werke befinden sich in Paderborn, Bielefeld, Düsseldorf, Warburg, Saarlouis, Lichtenau-Kleinenberg, Eisenach und Schwandorf (Automotive und Glass Processing) sowie Paderborn-Schloß Neuhaus, Lingen und Dinslaken.

### Sonstiges

#### Forschung und Entwicklung
Im Jahr 2024 investierte die Benteler Gruppe 59 Mio. Euro in diese Bereiche und meldete 29 Prioritätsanmeldungen beim Patentamt an. Die Forschungs- und Entwicklungstätigkeit konzentriert sich auf die Themenfelder Leichtbau, Sicherheit und Effizienz in der Automobiltechnik sowie Werkstoffentwicklung im Bereich Steel/Tube.

#### Stiftungsprofessur
An der Universität Paderborn finanziert das Unternehmen seit 2007 eine Stiftungsprofessur zum Thema Leichtbau im Automobil.